# أوكوتة بنثامية
الأوكوتة البنثامية (الاسم العلمي:Ocotea benthamiana) هي نوع من النباتات تتبع جنس الأوكوتة من الفصيلة الغارية.